# 빈스 롬바디
빈센트 토머스 "빈스" 롬바디(영어: Vincent Thomas "Vince" Lombardi, 1913년 6월 11일 ~ 1970년 9월 3일)는 미국의 미식축구 선수, 감독이다. 1959년부터 1967년까지 9시즌 동안 내셔널 풋볼 리그(NFL)의 그린베이 패커스의 감독을 맡았으며, 1969년에는 워싱턴 레드스킨스의 감독을 맡았다. 그린베이 패커스의 감독으로 있을 때 제1회와 제2회 슈퍼볼 우승에 기여하여 명성을 떨쳤다. 슈퍼볼 우승팀에게는 그의 이름을 딴 빈스 롬바디 트로피를 수여하고 있다.

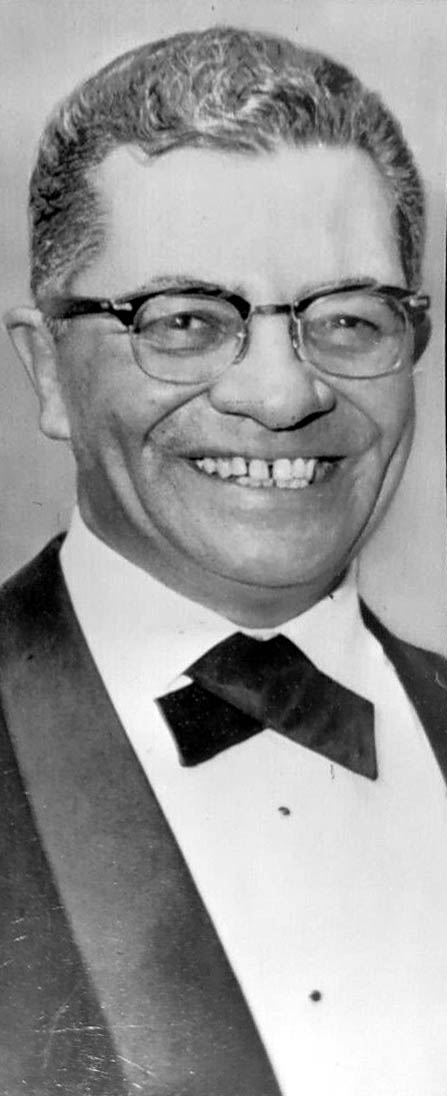
Vince Lombardi (1964)